# Tifariti
Tifariti (en árabe: تيفاريتي‎) es una localidad y daira de Sahara Occidental. Se encuentra en la Zona Libre controlada por la RASD. El Reino de Marruecos la considera parte de la región de El Aaiún-Saguía el-Hamra.

## Geografía
Se encuentra en una meseta desértica y pedregosa, donde comienza hacia el interior la hamada, con poca vegetación aunque bajo la superficie se encuentran algunas bolsas naturales de agua. 

## Historia

### Prehistoria
Por las laderas de la cordillera de Lemgasem, en Rekeiz, al norte de Tifariti, se encuentran rocas de la era precámbrica con grandes lajas de piedra caliza; aquí se encuentran, en grutas, cientos de pinturas rupestres que algunos arqueólogos han acuñado como del «neolítico sahariano» (por sus características propias). Con diseños polícromos, decenas de escenas de caza y ganadería de hace unos diez u ocho mil años, danzas de hombres y mujeres, manos pintadas, grabadas, decoradas con motivos geométricos, gacelas, jirafas, antílopes, etc.

### Sahara español
Durante muchos siglos la zona fue disputada entre distintas tribus nómadas para controlar la ruta transahariana. Tifariti no conserva ninguna construcción permanente hasta las primeras construcciones a mediados del siglo XX iniciadas en esta región para impedir las acciones armadas de las tropas marroquíes. Se trató durante este tiempo de un tipo de emplazamiento estacional para los bereberes.
A partir de finales del siglo XIX la zona queda dentro de la colonia española del Sahara Español. Durante finales del siglo XIX Francia era el imperio colonial dominante en la región, y es cuando inicia España la colonización de la parte costera del Sahara Occidental. La parte interior como la región de Tifariti no sería controlada hasta bien entrado el siglo XX. En marzo de 1912, una expedición francesa bajo el mando del capitán Guerard, que intentaba unirse con sus tropas de Marruecos, es exterminada en las cercanías de Tifariti, en «Gleib Ajchah» rebautizada después como «Gleib Chuhada» (literalmente «montaña de mártires»).[cita requerida]
En diciembre de 1974 tuvo lugar el atentado al Puesto de Gobierno por parte del Frente Polisario. El Puesto de Gobierno era una edificación rectangular con un amplio patio y constituía la representación del Gobierno de España. Los edificios anexos lo constituían la escuela, el almacén y una caseta para el generador eléctrico, además de un huerto. Se encontraba a las afueras de la población, construida en casas prefabricadas donde vivían los policías nativos y el resto de la población permanente o quien lo solicitara.

### 1975ː Guerra del Sahara Occidental
Tras la invasión del Sahara Español por Marruecos, la ciudad fue el lugar de varios enfrentamientos entre tropas marroquíes y del Frente Polisario durante la guerra que los enfrentó entre 1975 y 1991, en los que sirvió de base militar y fortaleza para ambas partes en diversos puntos de la guerra. La zona, ante las incursiones marroquíes y finalmente con la «marcha verde», es entre febrero y marzo de 1976 una zona de tránsito de miles de saharauis de las principales ciudades que se refugian en el desierto del Sahara y en la zona fronteriza con Argelia.

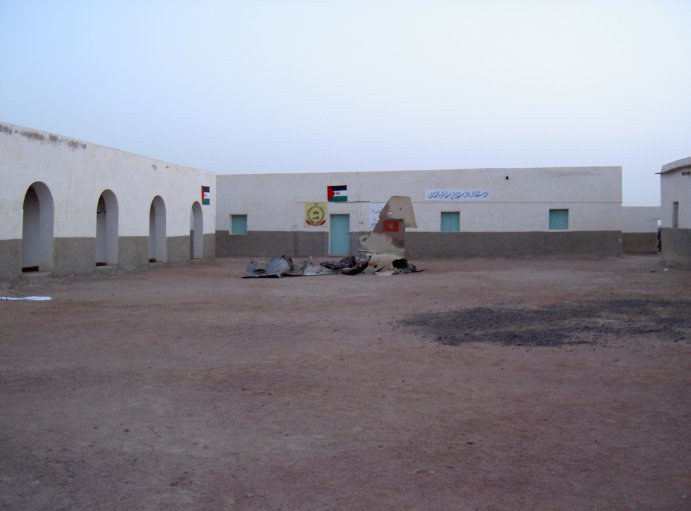
Restos viejos de un caza marroquí derribado en Tifariti.

Durante el periodo de ocupación del Sahara Occidental por parte de Marruecos inmediatamente posterior a la firma de los Acuerdos de Madrid, fue uno de los puntos de aprovisionamiento para los refugiados en su ruta hacia Tinduf, en Argelia. Las columnas de refugiados fueron bombardeadas aquí por la Real Fuerza Aérea de Marruecos en 1976, con entre decenas y cientos de víctimas mortales, dependiendo de las fuentes. En febrero de ese mismo año, las unidades blindadas del Ejército marroquí toman Tifariti por tenaza, desde el este y el oeste ante una pequeña unidad de combatientes saharauis. Después de dos meses, la vuelve a recuperar el Ejército de Liberación Popular Saharaui (ELPS). Los marroquís lanzan un contraataque al verano siguiente y recuperan el puesto durante al menos dos años hasta 1979. Ese mismo año se lanza una ofensiva saharaui y el Ejército marroquí sufre cientos de bajas y heridos, abandonando el lugar y una cierta cantidad de armamento diverso.
Durante la década de 1980 se construyó el muro marroquí, que transcurría a unos 60 u 80 kilómetros al noroeste de Tifariti, y el terreno alrededor de la zona continúa estando fuertemente minado, y mantiene el estatus de zona fronteriza para ambos bandos actualmente.
Entre 1989 y 1991, diversas agencias de cooperación internacional construyeron hospitales y edificios administrativos en Tifariti, preparando el retorno de los refugiados al Sahara Occidental, para la realización del referéndum de autodeterminación respaldado por la ONU. Estas dependencias fueron bombardeadas y prácticamente destruidas por la aviación marroquí en 1991, en el ataque más importante que tuvo lugar antes del fin de la guerra.

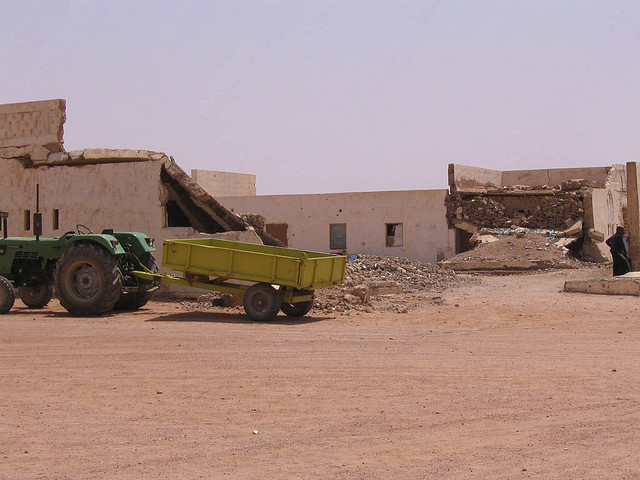
Edificios destruidos en Tifariti por bombardeos marroquíes en los noventa

### 1991ː MINURSO
En las inmediaciones de Tifariti se han habilitado una pista de aterrizaje de la ONU y una base para las fuerzas de paz de la Misión de Naciones Unidas para el referendo en el Sahara Occidental (MINURSO). Desde la presencia de las tropas internacionales se han estado llevando a cabo pequeños esfuerzos para habilitar la zona ante un posible fin del conflicto, como la reconstrucción de una escuela y un pequeño hospital llamado Hospital de Tifariti u Hospital de Navarra debido a la ayuda económica aportada por dicha comunidad en 1999.

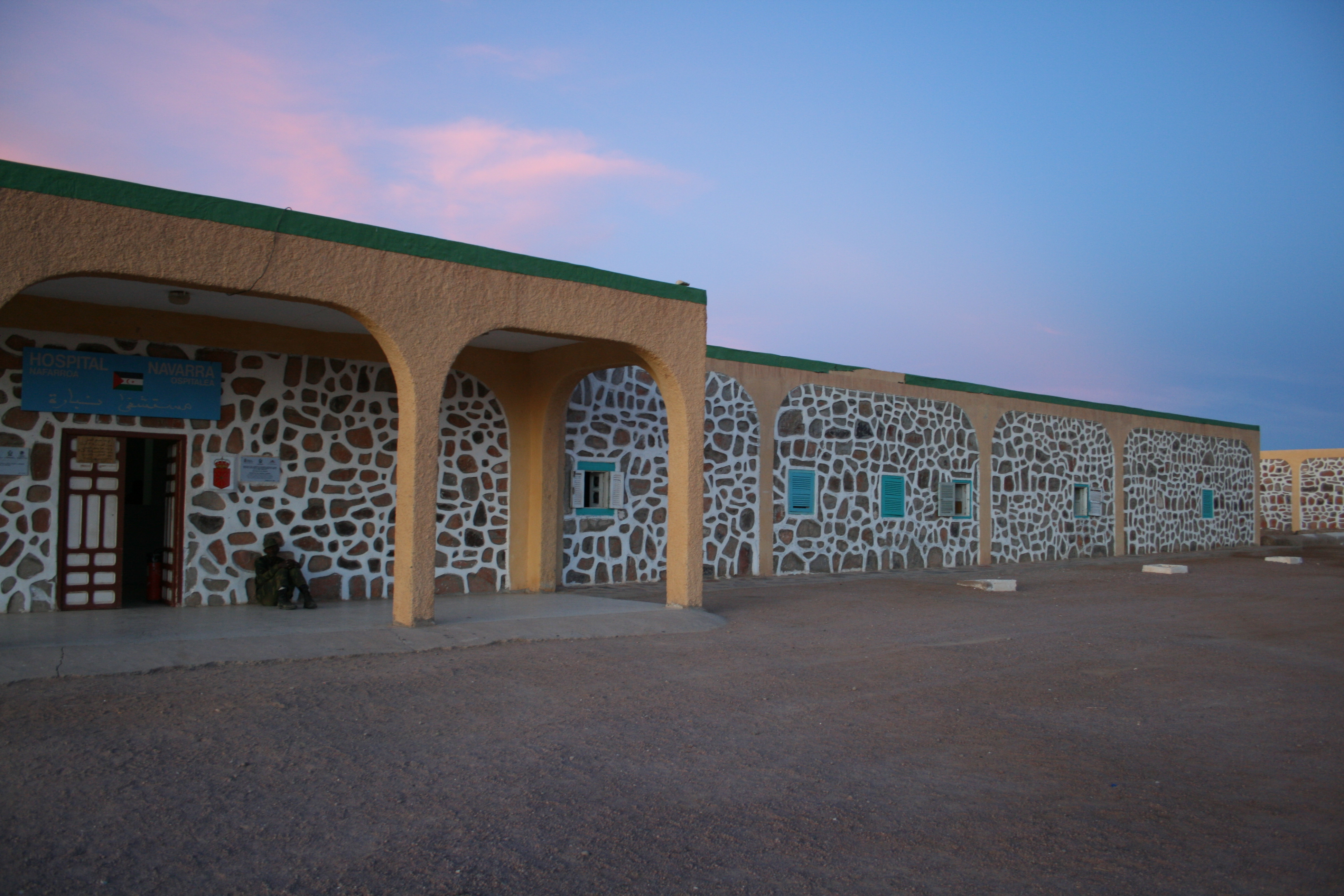
Hospital de Navarra en Tifariti RASD

En octubre de 2002, el Frente Polisario realizó en Tifariti su XI Congreso, eligiendo a los miembros de su Secretariado Nacional y del parlamento en el exilio del Consejo Nacional Saharaui, reeligiendo también a Mohamed Abdelaziz como secretario general. Desde entonces, ha sido la sede habitual de los Congresos del Frente Polisario y diversas conmemoraciones saharauis. 
En 2005, durante la conmemoración de los 32 años de la creación del Frente Polisario, se comenzó a construir en la localidad el Parlamento saharaui junto a unas 150 viviendas, gracias en parte a una importante ayuda económica de España, con la representación de varios parlamentarios españoles, argelinos y saharauis locales o de los campamentos de refugiados de Tinduf. A partir de esa fecha, la ciudad comienza a dotarse de nuevos equipamientos: en 2006 se reinaugura el Hospital de Navarra, en 2007 una mezquita; en 2008 se inaugura el ayuntamiento, depósitos de agua y un polideportivo. A lo largo de estos años, el número de viviendas que se construyen gracias a la ayuda económica de numerosas provincias españolas para el realojo de los refugiados de Tinduf va aumentando de manera significativa.
En 2013, se funda la Universidad de Tifariti, siendo su primer rector Jatari Hamudi Abdulah.

## Demografía
Su población es de alrededor de unas tres mil personas.

## Cultura
Desde 2007 se celebra en los campos de refugiados de Tinduf el Festival Internacional de Arte y Derechos Humanos ARTifariti.

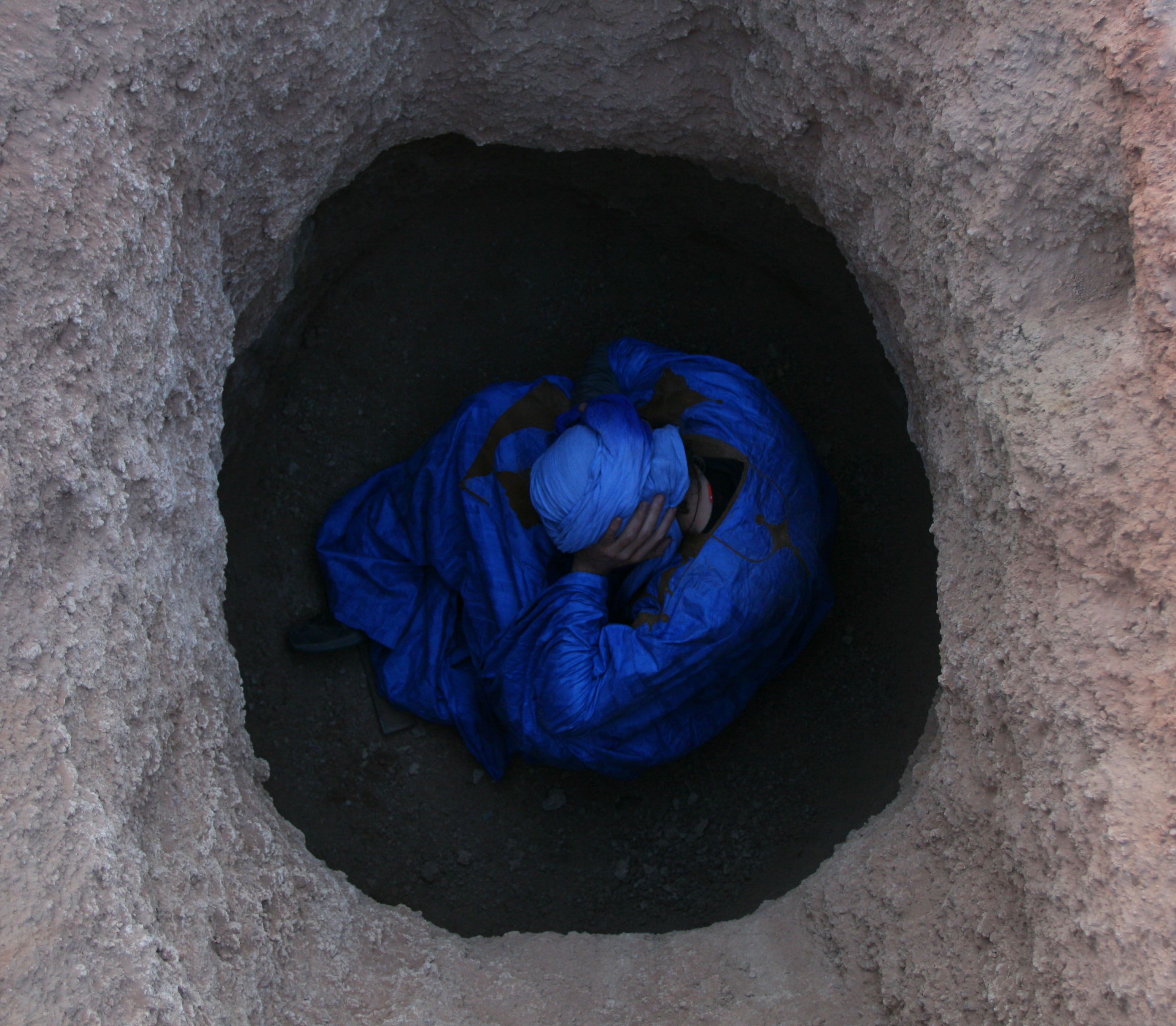
"El Aislamiento" (2007) trabajo artístico de Isidro López-Aparicio presentado en el festival de ARTifariti

En el lugar se encuentran pinturas rupestres de importancia, conocidas como el mejor legado del neolítico sahariano. El lugar de las pinturas se halla incluido junto con la antigua base de la legión en Tifariti como "patrimonio cultural saharaui" y dependen del ministerio de cultura de la RASD. En las antiguas instalaciones de la legión se exhibe de forma permenente los restos de un caza F-5 marroquí derribado por las tropas saharauis.

## Economía
Su situación en pleno desierto y la condición de oasis condicionan la economía local de Tifariti, que se sustenta básicamente en la ganadería de camellos y cabras.   

## Demografía
En los tiempos en que la localidad sirvió de cuartel de la legión se construyeron algunas viviendas civiles en su entorno. Con el inicio del conflicto entre Marruecos y el Polisario las viviendas fueron destruidas casi en su totalidad y el lugar quedó deshabitado, siendo su ocupación sólo militar por ambos bandos. A principios de los noventa se volvieron a construir viviendas que fueron destruidas. A raíz de los acuerdos de alto el fuego y la implantación en la zona de una base de la MINURSO se han reconstruido algunas casas con materiales nuevos y se han construido otras con ayuda europea que han permitido el regreso y asentamiento de familias saharauis de los campos de refugiados de Tinduf.
Los datos de población varían considerablemente dependiendo de las fuentes. Según el censo del gobierno marroquí había cerca de medio centenar de habitantes en 2014 en Tifariti, mientras que las fuentes saharauis van desde 1000 hasta 3000 habitantes. La discordancia entre datos queda explicada por varios factores como son la movilidad de muchas familias nómadas que durante parte del año se encuentran fuera de Tifariti y no tienen vivienda fija en la localidad, otros viven de forma permanente en Tinduf y viajan a Tifariti sólo de forma esporádica como soldados y otro personal de la administración, de ahí la dificultad de encontrar cifras exactas de población. La realidad sobre el terreno muestra que la población fija con vivienda permanente en Tifariti en 2020 gira en torno a los 70 habitantes, lo que significa que la población saharaui en la zona ha aumentado ligeramente desde la presencia de la MINURSO. En la actualidad hay en proyecto la construcción de más viviendas en la localidad y un nuevo ayuntamiento más grande y mejor equipado que sustituya al actual, que sirva para que los saharauis de toda la zona liberada no tengan que viajar hasta Tinduf para resolver trámites administrativos.
| 2014 | 2020 |
| 55   | 70   |

## Hermanamientos
La localidad de Tifariti está hermanada con diversas localidades europeas, africanas y americanas. 
| - Muaskar, Argelia - Aldaya, España (desde 24 de febrero de 2004) - Carmona, España (desde 3 de octubre de 2012) - Istán, España - Las Gabias, España - Los Palacios y Villafranca, España (desde 5 de agosto de 1998) - Mislata, España (desde 1996) - Valmaseda, España (al menos desde 2009) - Venta de Baños, España (desde 16 de diciembre de 2009) - Agliana, Italia (desde 20 de abril de 1994) - Loro Ciuffenna, Italia | - Pontassieve, Italia - Reggiolo, Italia (desde 10 de febrero de 2014) - Signa, Italia - Vicchio, Italia - Tombuctú, Mali (desde 21 de diciembre de 2009) - Guédiawaye, Senegal - Ndiarème, Senegal - Arusha, Tanzania - Mbeya, Tanzania - Mwanza, Tanzania - Sumbawanga, Tanzania - Tanga, Tanzania - Libertador de Caracas, Venezuela |